# Robert Vrečer
Robert Vrečer (Celje, 8 ottobre 1980) è un ex ciclista su strada e mountain biker sloveno.
Nel 2014, dopo la positività al clomifene riscontrata nel luglio dell'anno precedente durante il Giro di Polonia, è stato squalificato per venti mesi.

## Palmarès

### Strada
- 2008 (Radenska KD Financial Point, cinque vittorie)

Cronoscalata Gardone Val Trompia-Prati di Caregno
Giro del Medio Brenta
Croatia-Slovenia
Tour of Vojvodina I
Trofeo Gianfranco Bianchin
- 2009 (Adria Mobil, una vittoria)

Croatia-Slovenia
- 2010 (Obrazi Delo Revije-Perutnina Ptuj, sei vittorie)

2ª tappa Istrian Spring Trophy (Orsera > Montona)
Classifica generale Istrian Spring Trophy
4ª tappa Okolo Slovenska (Liptovský Mikuláš > Čadca)
5ª tappa Okolo Slovenska (Mosty u Jablunkova > Čadca, cronometro)
Classifica generale Okolo Slovenska
Trofeo Gianfranco Bianchin
- 2011 (Perutnina Ptuj, cinque vittorie)

2ª tappa Istrian Spring Trophy (Orsera > Montona)
Classifica generale Istrian Spring Trophy
2ª tappa Szlakiem Grodów Piastowskich (Polkowice, cronometro)
Classifica generale Szlakiem Grodów Piastowskich
Grand Prix Südkärnten
- 2012 (Team Vorarlberg, sette vittorie)

1ª tappa Tour du Loir-et-Cher (Château-Renault > Vendôme)
1ª tappa Tour of Hellas (Corinto > Leonidio)
Classifica generale Tour of Hellas
Campionati sloveni, Prova a cronometro Elite
1ª tappa Oberösterreich Rundfahrt (Linz > Aigen im Mühlkreis)
Classifica generale Oberösterreich Rundfahrt
1ª tappa Tour du Gévaudan Languedoc-Roussillon (Châteauneuf-de-Randon > La Grand-Combe)

#### Altri successi
- 2008 (Radenska KD Financial Point)

Tušev vzpon na Celjsko kočo
- 2009 (Adria Mobil)

Skok na Roglo
Tušev vzpon na Celjsko kočo
- 2010 (Obrazi Delo Revije-Perutnina Ptuj)

Prologo Istrian Spring Trophy (Gracischie > Lindaro, cronometro)
Lavanttaler Radsporttage
Criterium Bad Erlach
Völkermarkter Radsporttage
- 2011 (Perutnina Ptuj)

Prologo Istrian Spring Trophy (Antignana, cronometro)
Lavanttaler Radsporttage
Prologo Tour of Slovenia (Lubiana)
- 2012 (Team Vorarlberg)

Tušev vzpon na Celjsko kočo
- 2013 (Euskaltel-Euskadi)

Classifica scalatori Tour de Suisse
Classifica sprint Tour de Suisse

### Mountain biking
- 2004

Campionati sloveni, Cross country Elite

## Piazzamenti

### Grandi Giri
- Giro d'Italia

2013: 91º

### Classiche monumento
- Milano-Sanremo

2013: ritirato

### Competizioni mondiali
- Campionati del mondo

Copenaghen 2011 - Cronometro Elite: 45º